# Hans Leu der Ältere

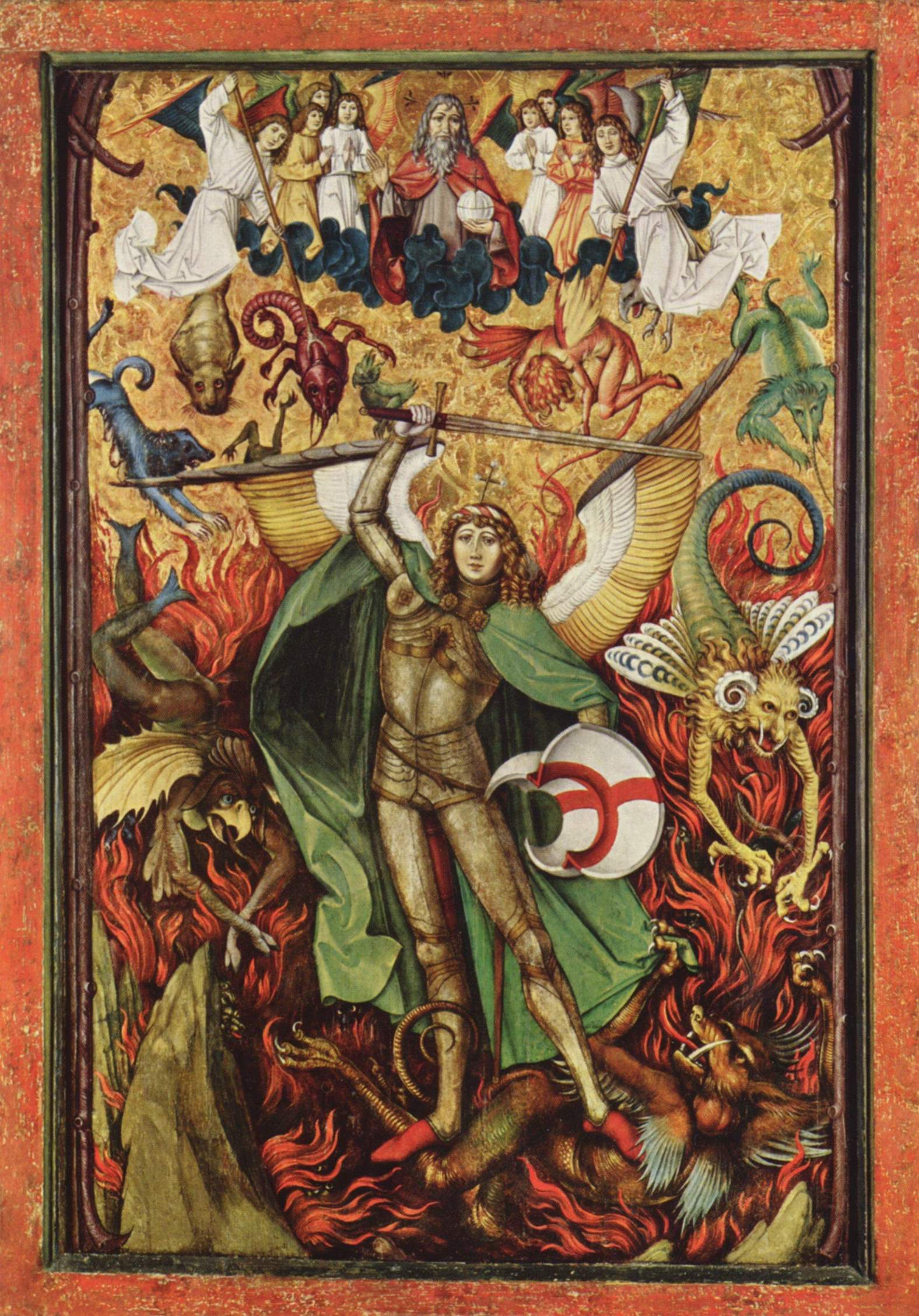
Der Höllensturz - Der Erzengel Michael im Kampf mit Luzifer (Michaelsaltar)

Hans Leu der Ältere (* um 1460; † 1507 in Zürich) war ein Zürcher Maler.

## Leben

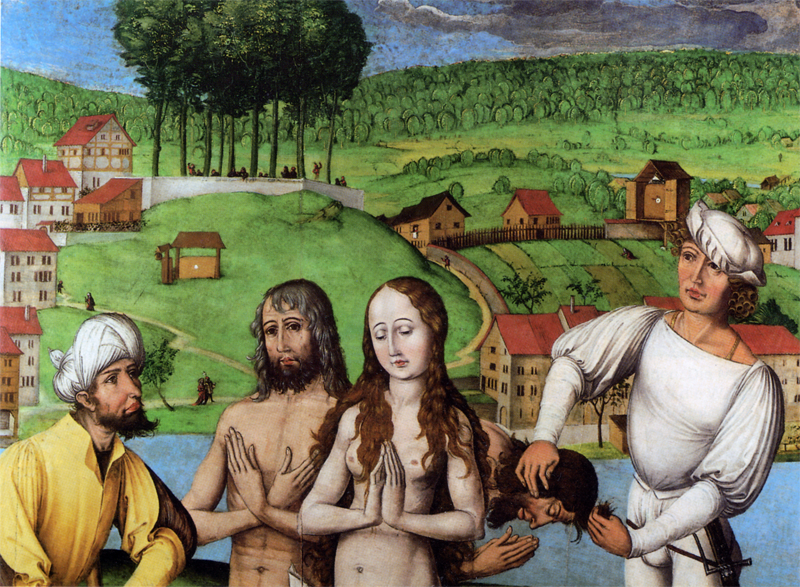
Felix, Regula und Exuperantius, um 1500

Hans Leu wurde vermutlich in Baden AG geboren. Nach dem frühen Tod seines Vaters kam er 1488 nach Zürich, der Geburtsstadt seiner Mutter. Basel und Konstanz werden als Stationen seiner Lehr- und Wanderjahre vermutet. Im Jahr 1489 wird er in den Baurechnungen des Grossmünsters genannt und 1492 erstmals als Bürger der Stadt erwähnt. In den folgenden Jahren malte er für die Fraumünsterabtei, und 1504 erhielt er von der Stadt den Auftrag, am Stadtfest den Festplatz zu schmücken. Leu starb 1507 im Alter von etwa 45 Jahren. Mit seiner Gattin Anna Frick hatte er vier Töchter und drei Söhne. Nach seinem Tod führte zunächst seine Frau, dann sein Zweitgeborener Hans Leu der Jüngere die Werkstatt weiter.

## Werke
Leus bekanntestes Werk sind die fünf Tafeln, die er für die «Zwölfbotenkapelle» des Grossmünsters malte (Altar der Stadtheiligen der Stadt Zürich Der Stadt Zürich Conterfey). Sie wurden im Bildersturm gerettet und werden heute im Landesmuseum Zürich aufbewahrt. Die Quellen zu diesem grossen Tafelwerk bilden den argumentativen Anker für die Identifizierung Hans Leu des Älteren mit dem zweiten Zürcher Nelkenmeister.
Zwischen 1497 und 1501 wurde die Grabstätte der Stadtheiligen Felix und Regula im Grossmünster umgestaltet, und Leu erhielt den Auftrag, dazu die tafelen ad martyres zu malen, die Felix, Regula, Exuperantius und ihr Martyrium zeigen. Nach der Reformation wurden die Tafeln um 1566 im unteren Teil beschnitten und durch partielle Übermalung zum vollständigen Stadtpanorama ergänzt. 1936–1937 wurden die Heiligenfiguren teilweise freigelegt. Im Hintergrund zeigen die Tafeln topografisch genaue Stadtansichten Zürichs und seiner Umgebung.
Weitere Werke mit gesicherter Herkunft:
- Flügel (vier Tafeln) eines Michaelsaltars; Kunsthaus Zürich
- Tafel mit dem Wunder des heiligen Eligius; Schweizerisches Landesmuseum
- Wandmalereien; Grossmünster Zürich (Krypta)
- Sippenaltar; Karlsruhe, Staatliche Kunsthalle
- Altar aus dem Kloster Rüti; St. Gallen, Bischöfliche Sammlung

Ein Teil der Hans Leu zugeschriebenen Werke weist das überregional auftretende Nelkenzeichen auf (Nelkenmeister). Die Zuschreibungen zum zweiten Zürcher Nelkenmeister werden mit Hans Leu dem Älteren identifiziert.

Werke von Hans Leu dem Älteren / des zweiten Zürcher Nelkenmeisters
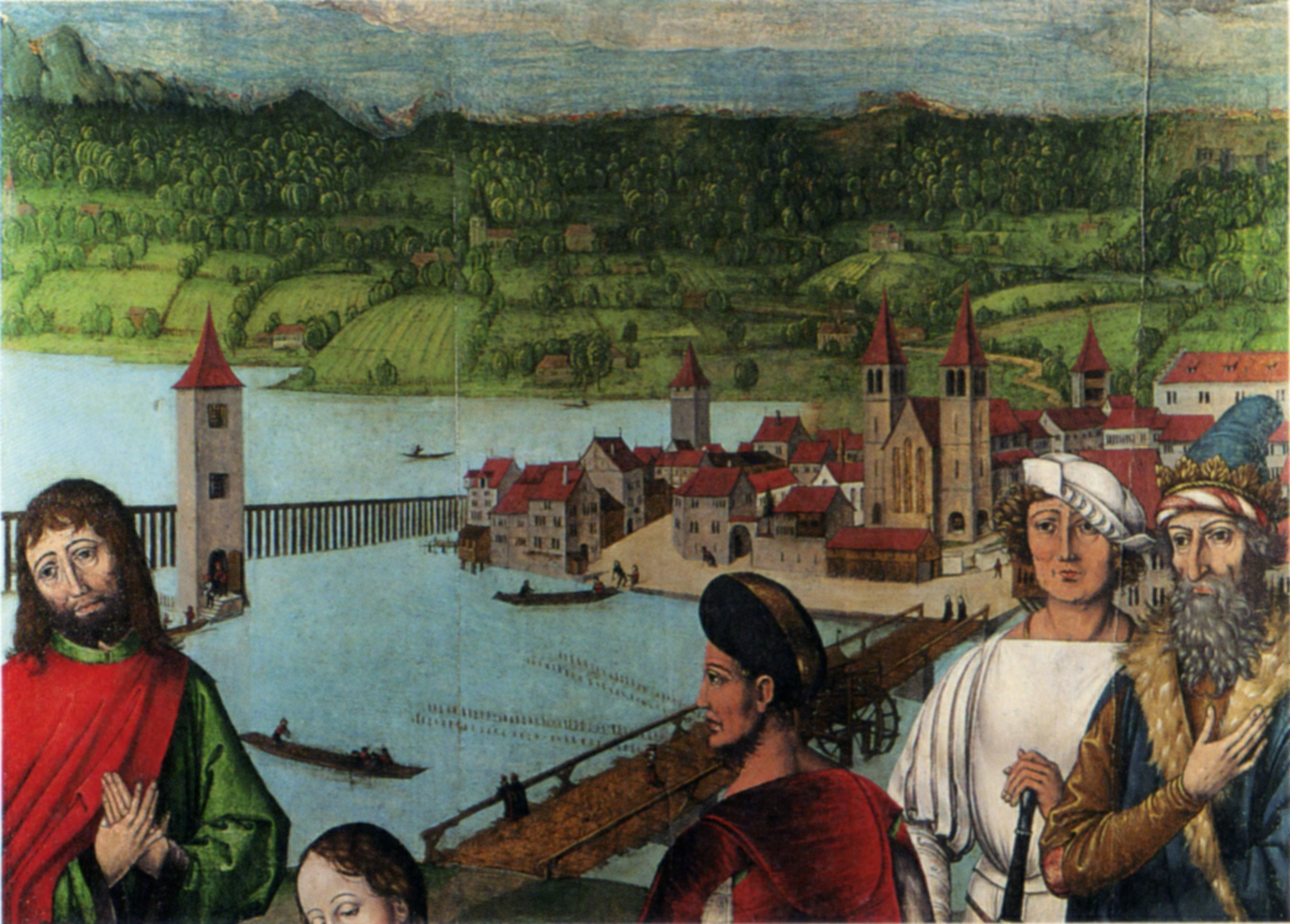
Linke Seite der Altartafeln
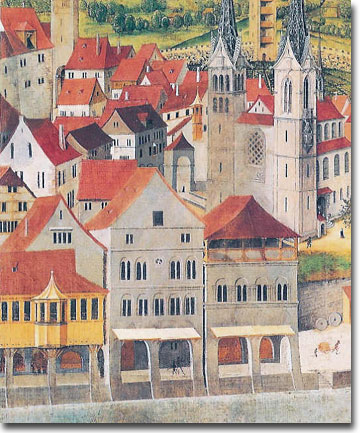
Zunfthaus zur Zimmerleuten
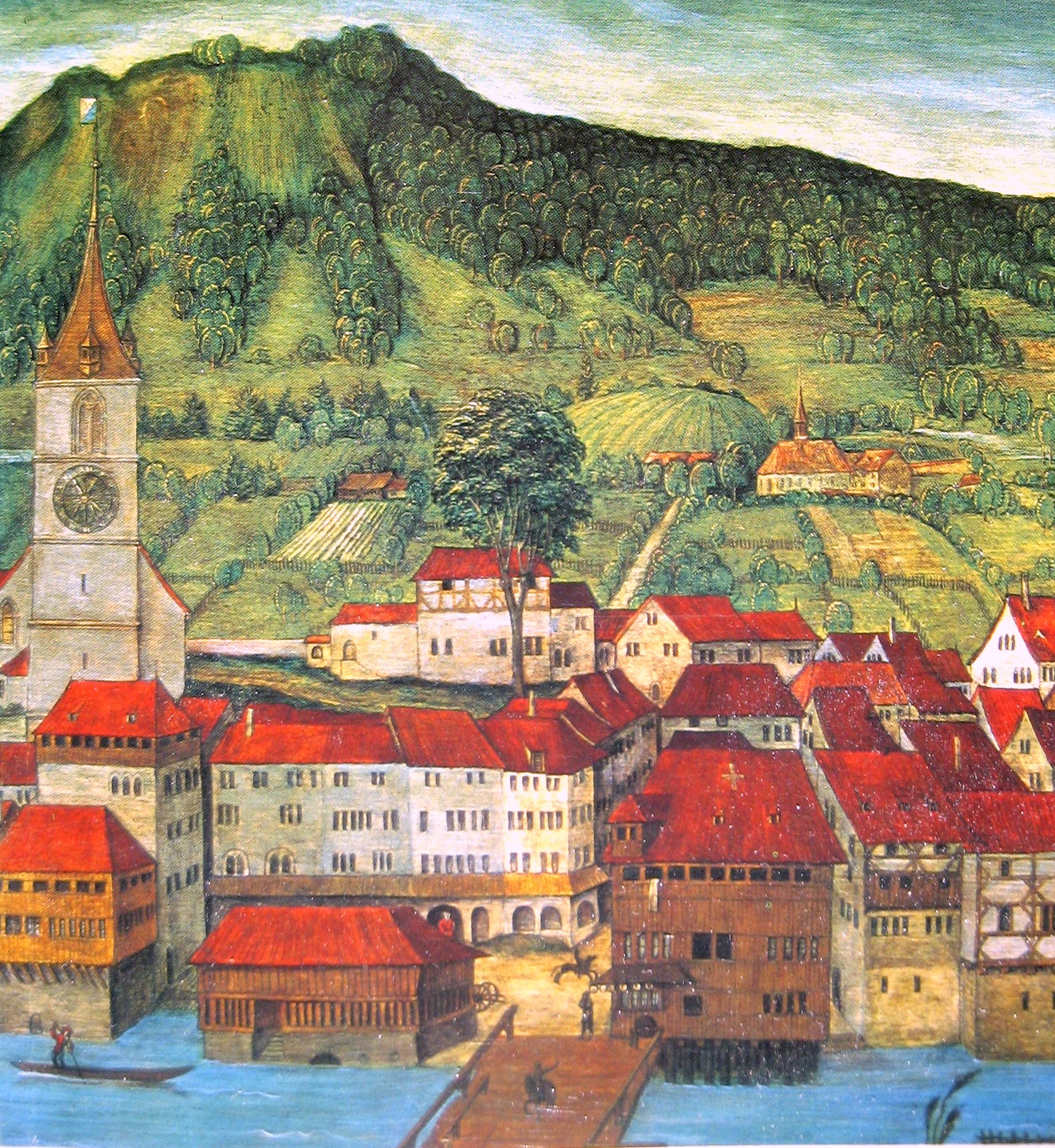
Üetliberg
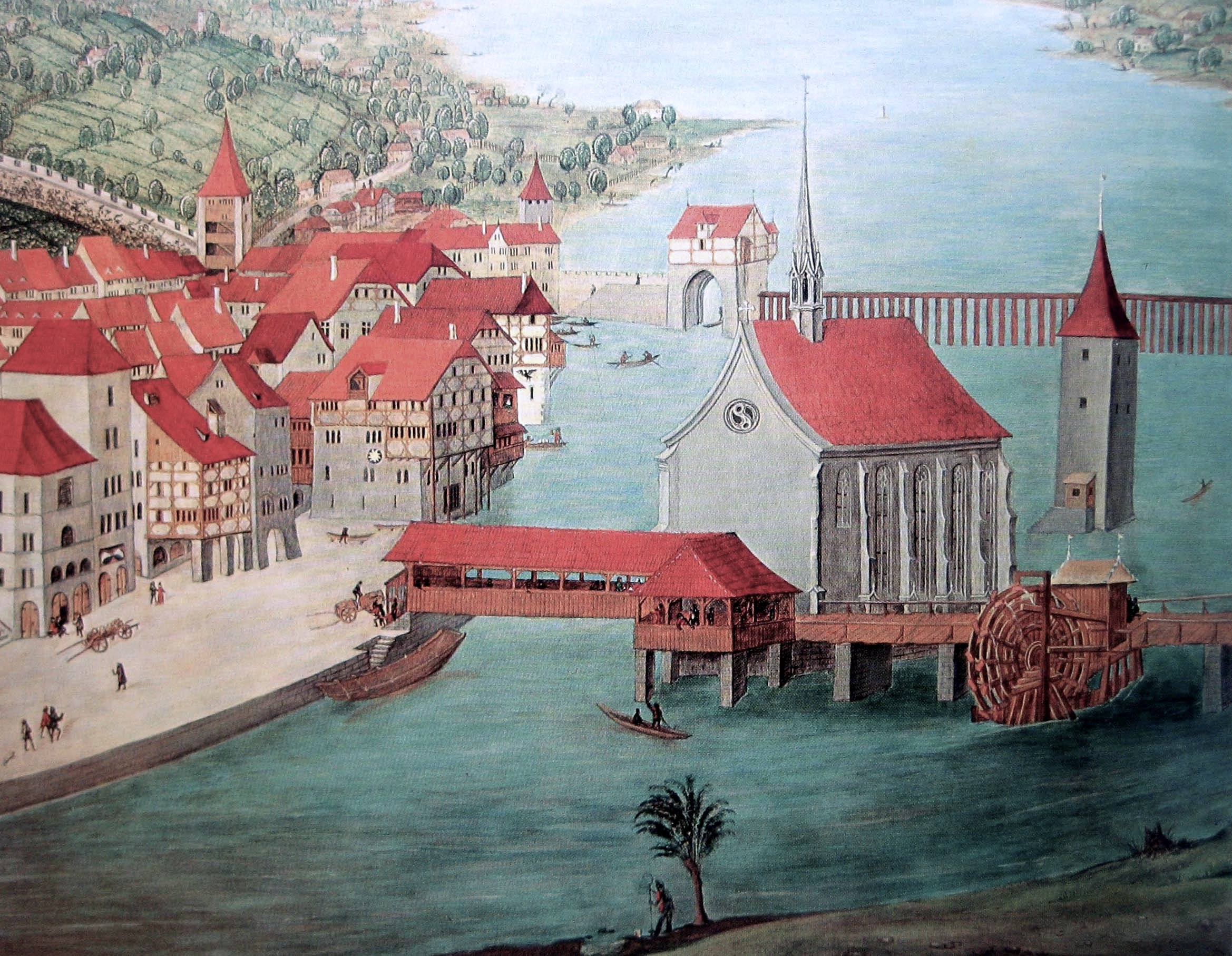
Wasserkirche
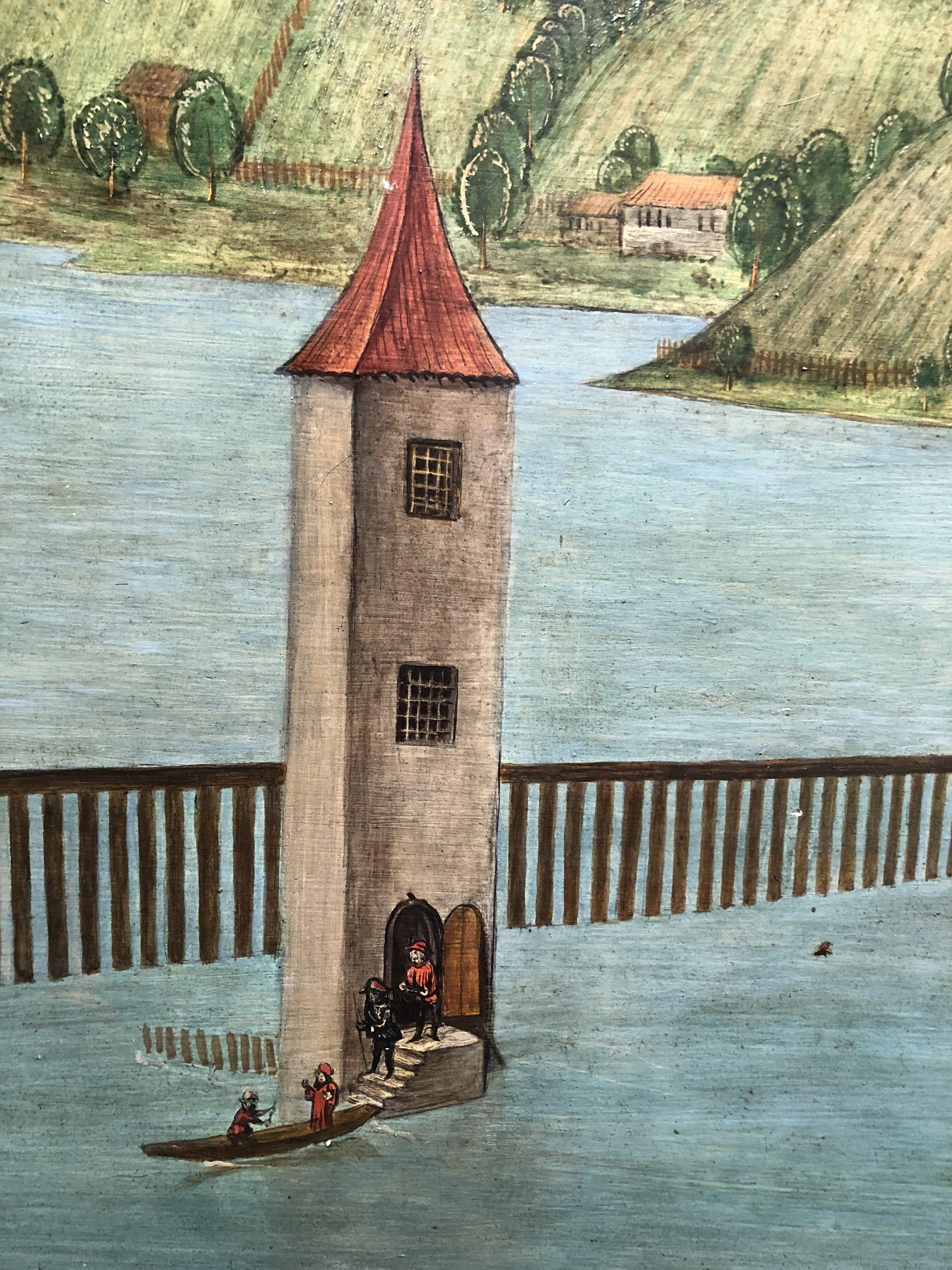
Gefängnisturm Wellenberg
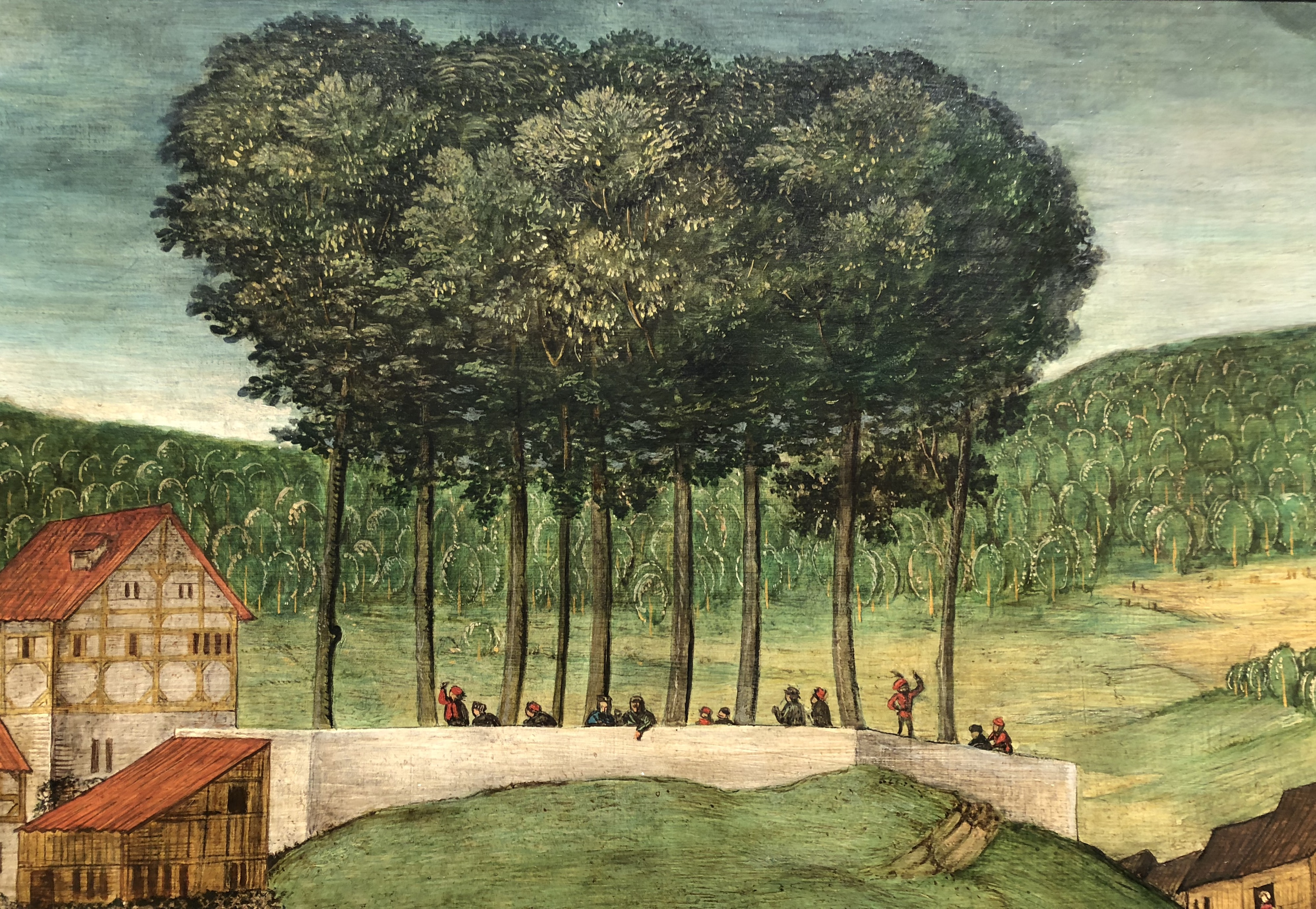
Lindenhof
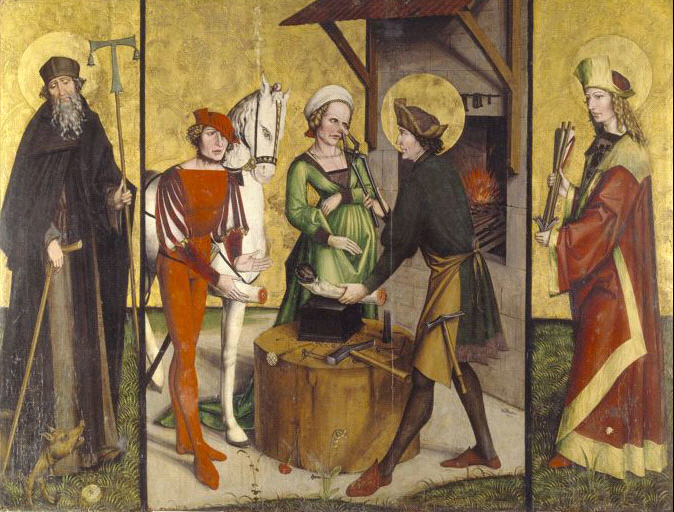
Der heilige Eligius (Mitte) als Schutzpatron der Schmiede